# Energia química
L'energia química és el potencial d'una substància química per experimentar una transformació a través d'una reacció química o, de transformar-se en altres substàncies químiques. Formar o trencar enllaços químics implica energia, la qual pot o bé ser absorbida o evolucionar des d'un sistema químic.
L'energia pot ser alliberada (o absorbida) per una reacció entre un conjunt de substàncies químiques és igual a la diferència entre la quantitat d'energia dels productes i dels reactius. Aquest canvi en energia es diu energia interna d'una reacció química.
El canvi d'energia interna d'un procés és igual al canvi de calor si es mesura sota condicions de volum constant, com en un calorímetre. Tanmateix sota condicions de pressió constant la calor mesurada no sempre és igual al canvi d'energia interna. El canvi de calor a pressió constant es diu canvi d'entalpia.
Un altre terme útil és la calor de combustió, que és l'energia alliberada en la reacció de combustió i sovint aplicada a l'estudi dels combustibles.Pels aliments vegeu energia dels aliments.
En química termodinàmica el terme usat per l'energia potencial és el potencial químic, i per la transformació química es fa servir sovint l'equació de Gibbs-Duhem.

## Energia química potencial
L'energia química potencial és una forma d'energia potencial relacionada amb la disposició estructural dels àtoms o les molècules. Aquesta disposició pot ser resultat dels enllaços químics entre les molècules. L'energia química d'una susbstància pot ser transformada en altres formes d'energia per reacció química. Com pre exemple en cremar un combustible i s'obté la calor o en la digestió per part d'un organisme viu. Les plantes verdes obtenen energia transformant l'energia solar en energia química en la fotosíntesi, l'energia elèctrica es pot convertir en energia química a través de reaccions electroquímiques.
El terme similar de potencial químic es fa servir per indicar el potencial d'una substància d'experimentar un canvi de configuració, en la forma de reacció química, transport espacial, intercanvi de partícula amb un reservori.